# 李海新
李海新（1983年—），中国国家级足球裁判，广东金融学院体育教学部助教，广州体育学院学士。李海新2006年毕业于广州体育学院体育教育专业，同年起在高校从事体育教学、足球训练比赛工作。2013年在职硕士研究生毕业于广州体育学院。
李海新2014年成为中甲联赛主裁判。执法四场中甲联赛和一场中国足协杯之后，他在2016年5月22日首次担任中超联赛主裁判。他执法的首场中超比赛是河北华夏幸福主场与延边富德的比赛。